# Даулет, Рустем Рысбаевич
Русте́м Рысба́евич Дауле́т (каз. Рүстем Рысбайұлы Дәулет; род. 4 апреля 1974, Бостандык, Джамбулская область, Казахская ССР) — аким Кордайского района Жамбылской области (2020—2021).

## Биография
Родился в казахской семье. С 1994 года — рабочий в АО «Бостандык».
В 1995—2000 годы — заместитель акима, аким Бостандыкского сельского округа Таласского района. В 1996 году окончил Жамбылскую высшую школу предпринимательства «Элтекс» по специальности «маркетинг и коммерция».
В 2000—2002 годы — заместитель акима г. Каратау. В 2003 году окончил Академию государственной службы при Президенте Республики Казахстан по специальности «государственное управление».
В 2003—2004 годы — консультант аппарата Сената Парламента Республики Казахстан, начальник управления Комитета торговли Министерства индустрии и торговли Республики Казахстан; в 2004—2011 — помощник заместителя Председателя Сената Парламента Республики Казахстан, депутата Сената. В 2010 году окончил Таразский государственный университет имени М. Х. Дулати по специальности «юриспруденция».
В 2011—2013 годы — заместитель акима, в 2013—2015 — аким Жамбылского района, в 2015—2017 — аким Шуского района.
Со 2 марта 2017 года — аким города Тараз.
С апреля 2018 года — советник акима Жамбылской области.
С апреля 2019 года — руководитель аппарата акима Жамбылской области.
21 февраля 2020 года распоряжением акима Жамбылской области по согласованию с Администрацией президента Казахстана и депутатами районного маслихата назначен акимом Кордайского района, эта должность была вакантной с 10 февраля 2020 года в результате конфликта в селе Масанчи.
В 2021—2022 годы — заместитель акима Жамбылской области.